# Paratropes phalerata
Paratropes phalerata es una especie de cucaracha del género Paratropes, familia Ectobiidae, orden Blattodea.

## Distribución
Se distribuye por América: Panamá, Colombia, Trinidad y Tobago, Brasil, Guyana, Surinam y Guayana Francesa.

## Taxonomía
Fue descrita por Erichson en 1848 y publicada en Erichson. 1848. 580 Blatta phalerata.